# Томас Харт Бентон
Томас Харт Бентон (енгл. Thomas Hart Benton; Неошо, 15. април 1889 — Канзас Сити, 19. јануар 1975) је био амерички сликар и графичар. После студија у Чикагу у периоду између 1908. и 1911. боравио је у Паризу. У почетку је био кренут апстрактном сликарству а потом краткотрајно реалистичним приказима живота у малим америчким градовима. Израђивао је и зидне слике за Нову школу за друштвена истраживања у Њујорку и Капитол Мисурија. Сматра се утемељивачем америчког регионализма. Овај правац окренуо се против европске авангарде односно против њеног утицаја на америчку уметност.